# Kanton Vienne-2
Vienne-2 is een kanton van het Franse departement Isère. Het kanton maakt deel uit van het arrondissement Vienne. Het telt 48.833 inwoners in 2018.
Het kanton Vienne-2 werd opgericht bij decreet van 18 februari 2014, met uitwerking op 22 maart 2015 en omvat volgende gemeenten:
- Vienne (hoofdplaats) (zuidelijk deel)
- Assieu
- Auberives-sur-Varèze
- Cheyssieu
- Chonas-l'Amballan
- Clonas-sur-Varèze
- Les Côtes-d'Arey
- Estrablin
- Eyzin-Pinet
- Jardin
- Reventin-Vaugris
- Les Roches-de-Condrieu
- Saint-Alban-du-Rhône
- Saint-Clair-du-Rhône
- Saint-Maurice-l'Exil
- Saint-Prim
- Saint-Sorlin-de-Vienne
- Vernioz